# Roy Jenkins
Roy Harris Jenkins, baron Jenkins of Hillhead (ur. 11 listopada 1920 w Abersychan w Monmouthshire, zm. 5 stycznia 2003 w Oxfordshire) – brytyjski polityk, członek Partii Pracy, Partii Socjaldemokratycznej i Liberalnych Demokratów, przewodniczący Komisji Europejskiej w latach 1977–1981, minister w rządach Harolda Wilsona i Jamesa Callaghana.

## Życiorys
Był synem Arthura Jenkinsa, działacza Narodowego Związku Górników i późniejszego deputowanego, oraz Harriet Haris. Wykształcenie odebrał w Abersychan County School, w University College w Cardiff oraz w Balliol College na Uniwersytecie Oksfordzkim, gdzie uzyskał dyplom z filozofii, politologii i ekonomii. Dwukrotnie kandydował na przewodniczącego Oxford Union, dwukrotnie bez powodzenia. Podczas II wojny światowej walczył w szeregach Królewskiej Artylerii. Następnie służył w Bletchley Park. Dosłużył się rangi kapitana. 20 stycznia 1945 poślubił Jennifer Morris.
W 1945 podjął nieudaną próbę dostania się do Izby Gmin z okręgu Solihull. W 1948 zasiadł w ławach parlamentu, wygrywając wybory uzupełniające w okręgu Southwark Central. Został jednocześnie najmłodszym deputowanym w Izbie (Baby of the House). Po zmianie granic okręgów wyborczych w 1950, reprezentował Birmingham Stechford. Jenkins należał do stronników Hugh Gaitskella. Po jego śmierci w 1963 i wyborze Harolda Wilsona na lidera laburzystów został odsunięty na boczny tor.
Po wygranych przez laburzystów wyborach z 1964 Jenkins został ministrem lotnictwa. 22 grudnia 1965 został członkiem gabinetu jako minister spraw wewnętrznych. Na tym stanowisku przeprowadził liberalizację prawa dotyczącego rozwodów, zlikwidował cenzurę widowisk teatralnych oraz udzielił rządowego poparcia inicjatywom deputowanych Davida Steela (legalizacja aborcji) i Leo Abse'ego (depenalizacja kontaktów homoseksualnych). W 1967 został Kanclerzem Skarbu. Pozostawał na tym stanowisku do porażki Partii Pracy w wyborach z 1970. W lipcu 1970 został wybrany wiceprzewodniczącym partii. Z tego stanowiska zrezygnował w 1972. Po powrocie laburzystów do władzy w 1974 ponownie został ministrem spraw wewnętrznych. Na tym stanowisku odpowiadał za uchwalenie Prevention of Terrorism Act, który wydłużał czas przez który podejrzani o terroryzm mogli być przetrzymywani w aresztach.
Jenkins był jednym z kandydatów na lidera Partii Pracy po rezygnacji Wilsona w 1976. W wyborach zajął jednak trzecie miejsce, za późniejszym zwycięzcą Jamesem Callaghanem i Michaelem Footem. We wrześniu 1976 przestał być ministrem spraw wewnętrznych. Rok później został przewodniczącym Komisji Europejskiej. Za jego kadencji utworzono w 1979 Europejski System Monetarny (do którego przystąpiły wszystkie kraje EWG oprócz Wielkiej Brytanii). Jenkins był pierwszym przewodniczącym KE, który reprezentował Wspólnoty Europejskie na szczytach państw grupy G8. Na czele Komisji Jenkins stał do 1981.
Po powrocie do Wielkiej Brytanii w styczniu 1981 założył Partię Socjaldemokratyczną, w skład której weszli przedstawiciele prawego skrzydła Partii Pracy, na czele z Davidem Owenem, Billem Rodgersem i Shirley Williams. Jenkins już w 1981 podjął próbę powrotu do Izby Gmin, ale przegrał z laburzystami wybory uzupełniające w okręgu Warrington. Dopiero w 1982 wygrał inne wybory uzupełniające w okręgu Glasgow Hillhead. Kampanię wyborczą 1983 roku prowadził jako kandydat na premiera porozumienia socjaldemokratów i liberałów. Od 1982 stał na czele SDP, jednak po wyborach z 1983 zastąpił go David Owen. Jenkins zasiadał w Izbie Gmin do 1987, kiedy przegrał wybory z kandydatem Partii Pracy George’em Gallowayem.
W 1987 Jenkins został kreowany parem dożywotnim jako baron Jenkins of Hillhead i zasiadł w Izbie Lordów. W tym samym roku został kanclerzem Uniwersytetu Oksfordzkiego. W 1993 został odznaczony Orderem Zasługi. W latach 1988–1997 stał na czele Liberalnych Demokratów w Izbie Lordów. W grudniu 1997 stanął na czele tzw. „Komisji Jenkinsa”, która miała za zadanie rozważyć alternatywne systemy ustalania wyników wyborów w Wielkiej Brytanii. W 2000 Jenkins dostał zawału serca. Następny zawał miał miejsce w 2001. 5 stycznia 2003 o godzinie 9.00 doznał kolejnego zawału serca, który zakończył się śmiercią.
Jenkins był autorem 19 książek, w tym biografii byłych premierów: Gladstone’a, Balfoura, Asquitha, Baldwina i Churchilla. Za biografię Gladstone’a dostał w 1995 nagrodę Whitbreada.